# Toxodòntids
Els toxodòntids (Toxodontidae) són una família extinta de mamífers notoungulats que visqueren entre l'Oligocè i el Plistocè a Sud-amèrica, tret del gènere Mixotoxodon, del Plistocè de Centreamèrica. Presentaven una certa semblança amb els rinoceronts i tenien dents amb corones elevades i arrels obertes, cosa que suggereix que sovint s'alimentaven de la basta herba de les pampes.